# Mianówek
Mianówek – część wsi Grędzice położona w Polsce, w województwie mazowieckim, w powiecie ostrowskim, w gminie Szulborze Wielkie.
Mianówek jest sołectwem w gminie Szulborze Wielkie.
28 września 1941 w lesie koło Mianówka Niemcy wymordowali ok. 5000 Żydów z Zarębów Kościelnych, Czyżewa, Andrzejewa i okolicy.
W latach 1975–1998 miejscowość administracyjnie należała do województwa łomżyńskiego.
Wierni Kościoła rzymskokatolickiego należą do parafii Najświętszej Maryi Panny Królowej Polski w Szulborzu Wielkim.

## Galeria

Miejsca pamięci
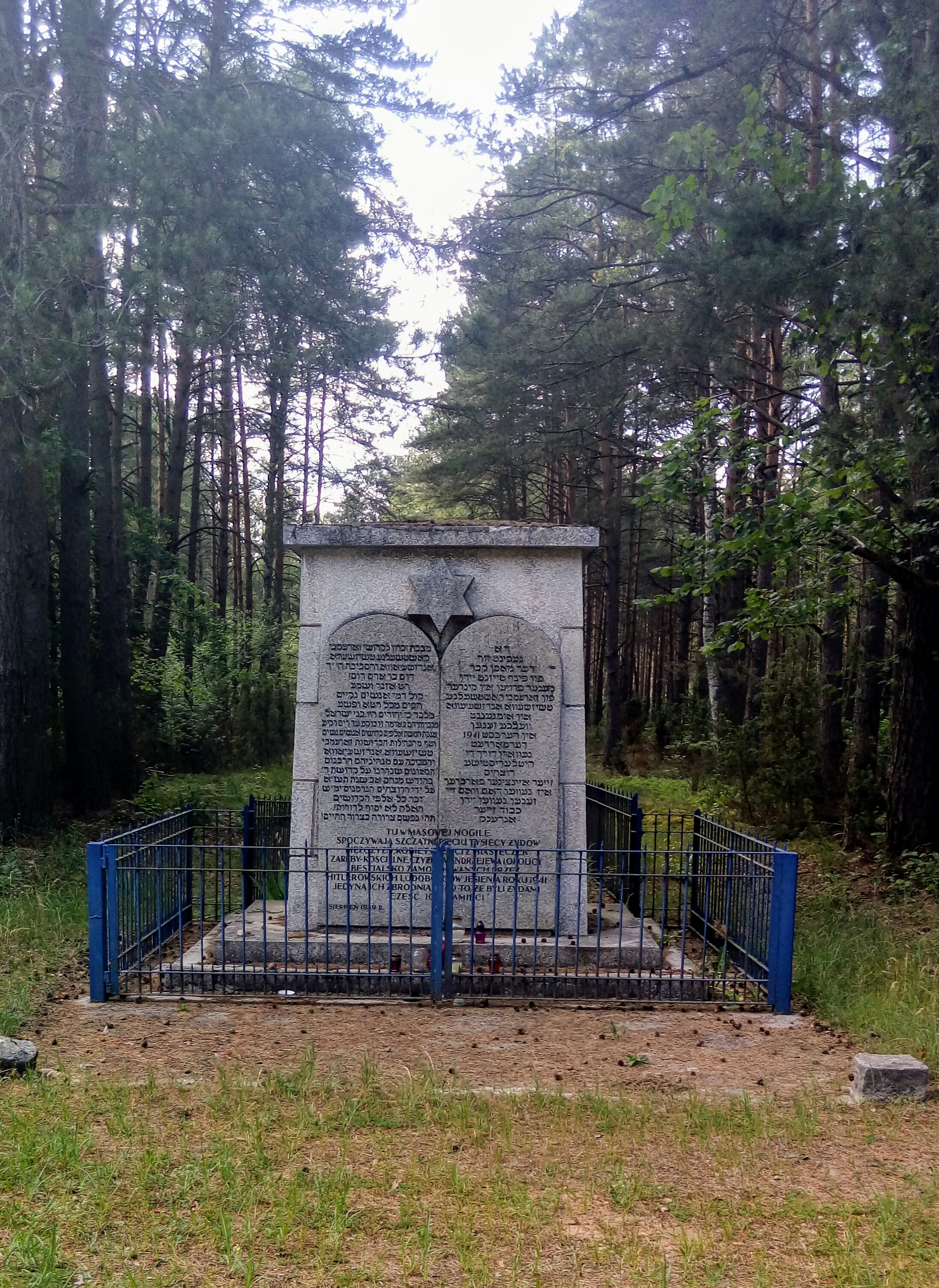
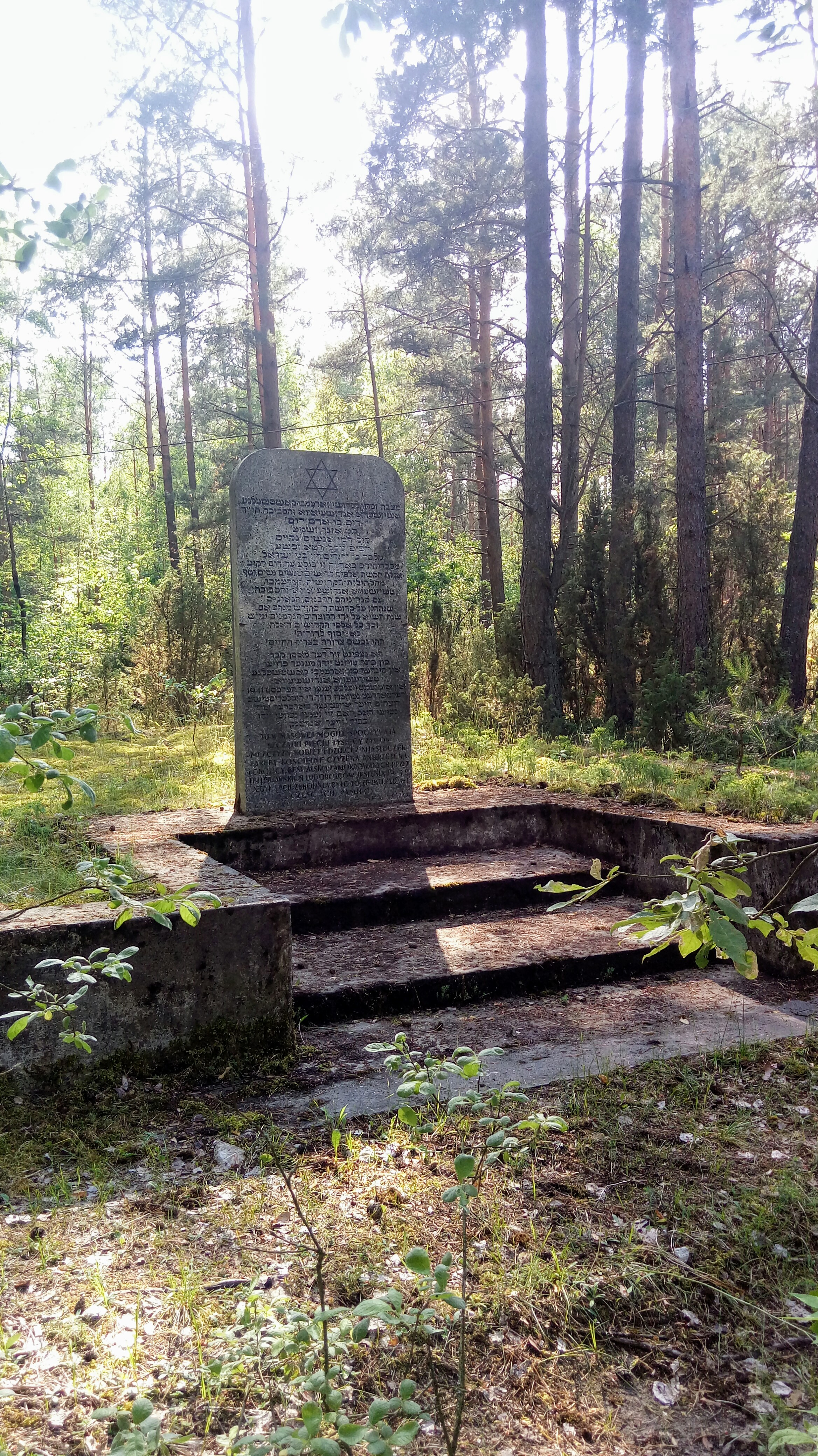
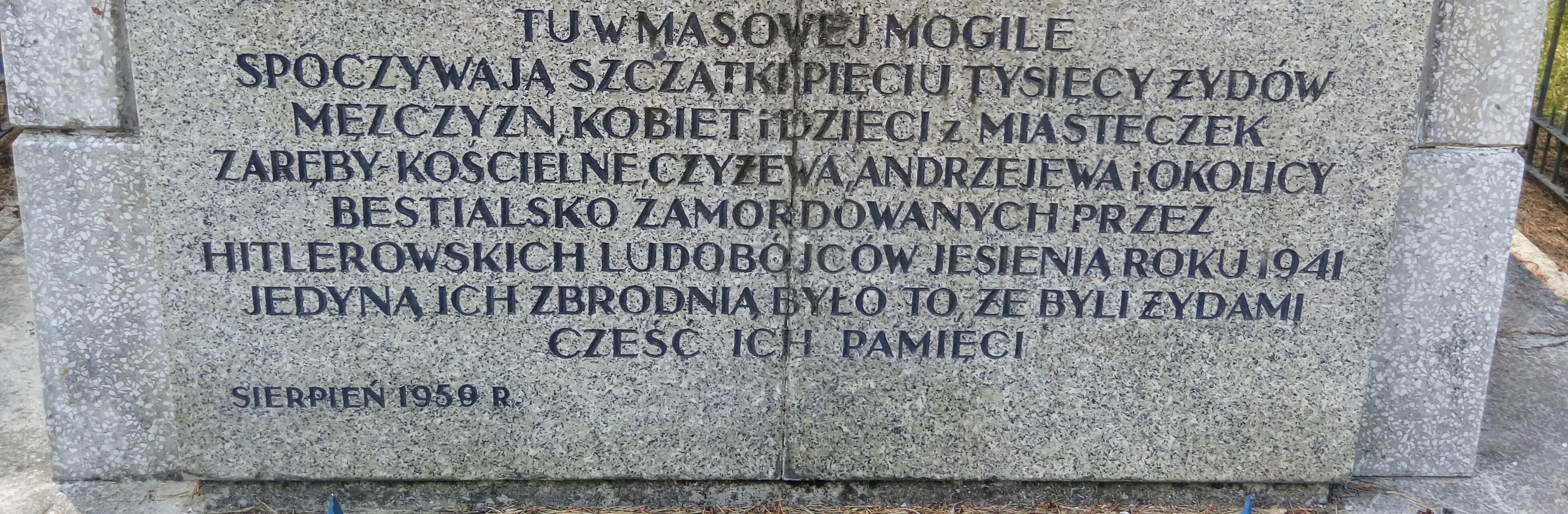